# نبرد اجنادین
نبرد اَجنادِیْن (عربی: معرکة أجنادین) نبردی است که در ژوئیه/اوت سال ۶۳۴ (جمادی‌الاول/جمادی الثانی سال ۱۳ هجری قمری) بین اعراب ارتش خلافت راشدین و ارتش امپراتوری بیزانس در بیت غوفرین واقع شده در سرزمین فلسطین امروزی درگرفت. نتیجهٔ این نبرد پیروزی قاطع مسلمانان بود؛ البته بیشتر جزئیات این جنگ توسط منابع اسلامی گفته شده، تاریخ‌نگار سرشناس قرن نهم میلادی، محمد بن عمر واقدی یکی از نویسندگان این منابع بوده‌است.